# Rakke (stacja kolejowa)
Rakke (ros. Ракке) – stacja kolejowa w miejscowości Rakke, w prowincji Virumaa Zachodnia, w Estonii. Położona jest na linii Tapa - Tartu. 

## Historia
Stacja powstała w czasach carskich. Od początku istnienia nosi obecną nazwę.

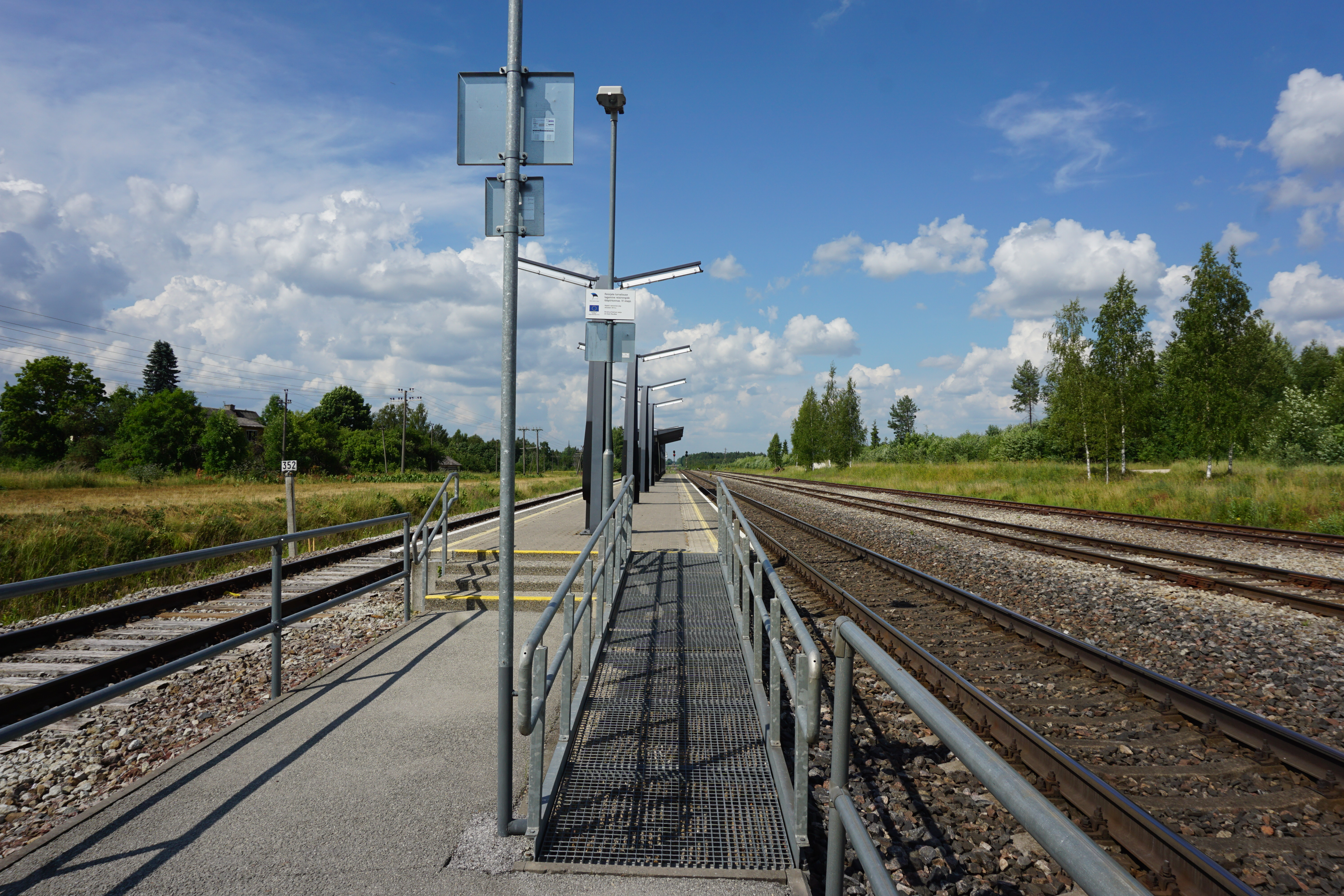
Peron
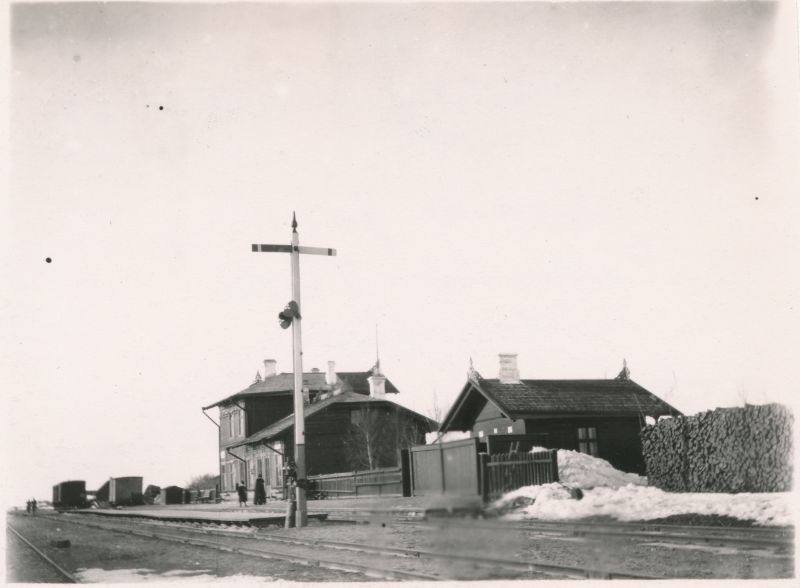
Stacja w 1891